# Tossal de Bellavista
El Tossal de Bellavista és una muntanya de 166 metres que es troba entre els municipis de Massalcoreig i Seròs, a la comarca catalana del Segrià.